# Баб-Киннасрин
Баб-Киннасрин (араб. بَاب قِنَّسْرِيْن‎, букв. «Ворота Киннасрина») — одни из ворот средневекового Старого города Алеппо на севере Сирии.
Название происходит от города Киннасрин, расположенного южнее, к которому вела дорога, проходившая через ворота. Этот город, в античности известный как Халкида (греч. Χαλκίς, лат. Chalcis ad Belum), был важным региональным центром и столицей одноимённого военного округа в раннем исламском халифате.
Существующее сооружение датируется 1256 годом.

## История
Первоначальные ворота были построены в 964 году правителем из династии Хамданидов — Сайфом ад-Даулой. Для них были использованы створки ворот из Амория, вывезенные как трофей после взятия города в 838 году халифом Аль-Мутасимом. Первоначально они находились у входа в дворец халифа в Самарре, затем были перенесены в Эр-Ракку, откуда их забрал Сайф ад-Даула для установки в Алеппо.
Во время гражданской войны в Сирии ворота получили серьёзные повреждения в ходе боёв за Алеппо.